# 安顺河
安顺河，是中国长江流域的一条河流，汇入大渡河中游，属于大渡河水系。河长63千米，流域面积1430平方千米，年均流量54立方米每秒。自然落差2360米。水能理论蕴藏量23万千瓦。